# Cilene (Élide)
Cilene (en griego moderno, Κυλλήνη, es decir, Kyllini) es el nombre de una antigua ciudad griega de Élide.

## Historia
Homero no la cita en el catálogo de las naves de la Ilíada pero en un pasaje en el que cita a un jefe de los epeos al que llama «Oto cilenio» se ha supuesto que se refiere a que era de la ciudad de Cilene.
En el siglo VII a. C., después de la segunda guerra mesenia, Cilene fue el lugar donde se concentraron los mesenios que se exiliaron y desde donde luego partieron hacia Italia y Sicilia con la intención de fundar colonias allí.
En el año 435 a. C. la ciudad fue incendiada por los corcireos como represalia por haber proporcionado naves y dinero a Corinto. Posteriormente es citada en varias fases de la guerra del Peloponeso como base naval de los peloponesios.

## Localización y lugares de culto
Estrabón señala que era el puerto de los eleos, a 120 estadios de la ciudad de Élide y sitúa entre el cabo Quelonatas y Cilene la desembocadura de los ríos Peneo y Seleente, cerca de una altura llamada Hirmina donde debía localizarse la población del mismo nombre que en su época ya no existía. El geógrafo destaca que allí había una estatua de Asclepio hecha en marfil por el escultor Colotes. Pausanias coincide con Estrabón en la distancia entre Cilene y Élide y añade que además del santuario de Asclepio había otro de Afrodita y que la estatua que era más venerada era una de Hermes que representaba un falo sobre una basa.
Su situación exacta no se conoce con seguridad pero se supone que debía estar a unos 20 km al oeste de Élide, en la actual población de Kilini. Otra localización que se ha sugerido es junto a la laguna de Kotiki.